# Антропогенне навантаження на ґрунти
Антропоге́нне наванта́ження — ступінь прямого і опосередкованого впливу людей, господарства на природу в цілому та окремі її компоненти і елементи.

## Наслідки впливу
| Наслідки антропогенних впливів на ґрунти                     | Наслідки антропогенних впливів на ґрунти |
| Вид впливу                                                   | Основні зміни ґрунтів |
| ------------------------------------------------------------ | --- |
| Обробіток ґрунту                                             | Важкі механічні агрегати при(оранці, боронуванні, розпушуванні) ущільнюють структуру ґрунту, а отже, змінюють умови існування в ньому організмів; посилюється взаємодія з атмосферою, вітрова та водна ерозія |
| Сінокоси, збирання врожаю                                    | Вилучення деяких хімічних елементів, збіднення ґрунтів, підвищення випаровування |
| Випас худоби                                                 | Ущільнення ґрунту, знищення рослинності, яка скріплює ґрунт, ерозія, збіднення ґрунтів рядом хімічних елементів, висушування, біологічне забруднення                                                          |
| Випалювання старої трави                                     | Знищення ґрунтових організмів в поверхневих шарах, посилення випаровування |
| Зрошення                                                     | Заболочення [вторинне засолення\| засолення]] та осолонцювання ґрунтів, зміна водно-повітряного режиму, теплового і поживного режиму ґрунту; підняття рівняґрунтових вод і зміни їх хімічного складу          |
| Осушення                                                     | Зниження вологості, вітрова ерозія, зміна водно-повітряного режиму, теплового і поживного режиму ґрунту; зникнення боліт, обміління річок                                                                     |
| Внесення добрив                                              | Підкислення земель і втрата ними гумусу |
| Застосування отрутохімікатів та гербіцидів                   | Загибель ряду ґрунтових організмів, комах- запилювачів, накопичення небезпечних для живих організмів отрут, зміна складу ґрунту пригнічення біологічної активності ґрунтів                                    |
| Створення промислових та побутових звалищ                    | Зниження площі придатної для сільського господарства землі, отруєння ґрунтових організмів на прилеглих ділянках                                                                                               |
| Стічні води                                                  | Зволоження, зміна складу ґрунтів, отруєння ґрунтових організмів, забруднення органічними та хімічними речовинами                                                                                              |
| Знищення лісів                                               | Посилення вітрової та водної ерозії, випаровування |
| Робота наземного Транспорту                                  | Ущільнення ґрунту при руху поза дорогами, отруєння ґрунтів відпрацьованими газами та сипучими матеріалами |
| Викиди в атмосферу                                           | Забруднення ґрунтів хімічними речовинами, зміна їх кислотності та складу |
| Вивезення органічних відходів виробництва та фекалій на поля | Забруднення ґрунтів небезпечними організмами, зміна їх складу |
| Шум, вібрація, енергетичне випромінювання                    | Сповільнення росту рослин, загибель живих організмів |